# Soulaucourt-sur-Mouzon
Soulaucourt-sur-Mouzon  es una población y comuna francesa, en la región de Champaña-Ardenas, departamento de Alto Marne, en el distrito de Chaumont y cantón de Bourmont.

## Historia
Importante fortaleza del Ducado de Bar, ocupada por Francia entre 1634-1641. Devuelta a Carlos IV, fue sitiada por las tropas francesas entre el 6 de diciembre de 1644 y el 5 de julio de 1645, una vez tomada es destruida.

## Demografía
| 150 | 158 | 162 | 138 | 122 | 92 |
| Para los censos de 1962 a 1999 la población legal corresponde a la población sin duplicidades (Fuente: INSEE [Consultar]) |     |     |     |     |    |